# والدان مخموران (فلم)
والدان مخموران (بالإنجليزية: Drunk Parents) هو فيلم كوميدي أمريكي تم إصداره عام 2019 من إخراج فريد وولف و تأليفف بيتر جولك ، فريد وولف. و بطولة أليك بالدوين ، سلمى حايك

## ملخص قصة
يواجه فرانك ونانسي تيتغارتن سلسلة من الأزمات المالية: شركة فرانك التي كانت ناجحة في السابق على وشك الإفلاس ، منزلهم في حبس الرهن ، أرسلوا ابنتهما راشيل إلى كلية آيفي ليج لانهم لا يمكنهم تحمل نفقاتها. يحاولون بيع كل ما يملكونه ويستأجرونه لأي شخص لديه المال.

## الممثلين
| ممثل             | الدور/الوظيفة |
| ---------------- | ------------- |
| أليك بالدوين     | فرانك         |
| سلمى حايك        |               |
| بريدجيت مويناهان |               |
| جو مانجانيلو     |               |
| كيلي أوكوين      | تايلر ركتور   |
| بن بلات          |               |
| جيسون فيندريس    |               |
| أوليفيا لوكاردي  | جيسي          |

## روابط خارجية
مقالات تستعمل روابط فنية بلا صلة مع ويكي بيانات